# Ярославль-Головний
Ярославль-Головний — головний залізничний вокзал та сортувальна станція в Ярославлі.
Розташований на 282 кілометрі від Ярославського вокзалу Москви. Колійний розвиток складається з 6 пасажирських колій змішаного (далекого й приміського) використання; 2 високі платформи (перша — 1-ша і 3-тя — 4-й і 5-й колії), 2 низьких (друга — 2-й і 3-й, 4-та і 6-та колії); більше 20 запасних колій. Вихід на першу платформу безпосередньо з міста й з будинків вокзалу, на решт — через підземний перехід.

## Історія
Ярославська залізниця побудована 1870 року, а потім від Ярославля повільно поширювалися від основної магістралі на північ та схід. На той час Ярославська залізниця працювала вже біля сорока років. Належала дорога Акціонерному товариству Московсько-Ярославської залізниці. Наприкінці XIX століття правління Акціонерного товариства Московсько-Ярославської залізниці  очолював С. І. Мамонтов.
1898 року побудована станція Вспольє, у місті ця назва понині у вжитку. Після будівництва у 1913 році залізничного мосту через річку Волга більш старий вокзал Ярославль-Московський виявився не на основних шляхах транспортування залізничних вантажів через Ярославль. Тому станція Вспольє поступово перебудована в якості головного вокзалу Ярославля й одержала відповідну назву.
1952 року побудована пасажирська будівля вокзалу, а будинок квиткових кас та підземний перехід — у 1977 році. За обсягом пасажирських перевезень, переробки багажу, а також за наявною інфраструктурою для пасажирів вокзал віднесений до категорії позакласного. Одноразова місткість вокзалу — 1500 пасажирів далекого й місцевого споучення й 300 пасажирів приміського сполучення.

## Пасажирське сполучення
Потяги далекого сполучення

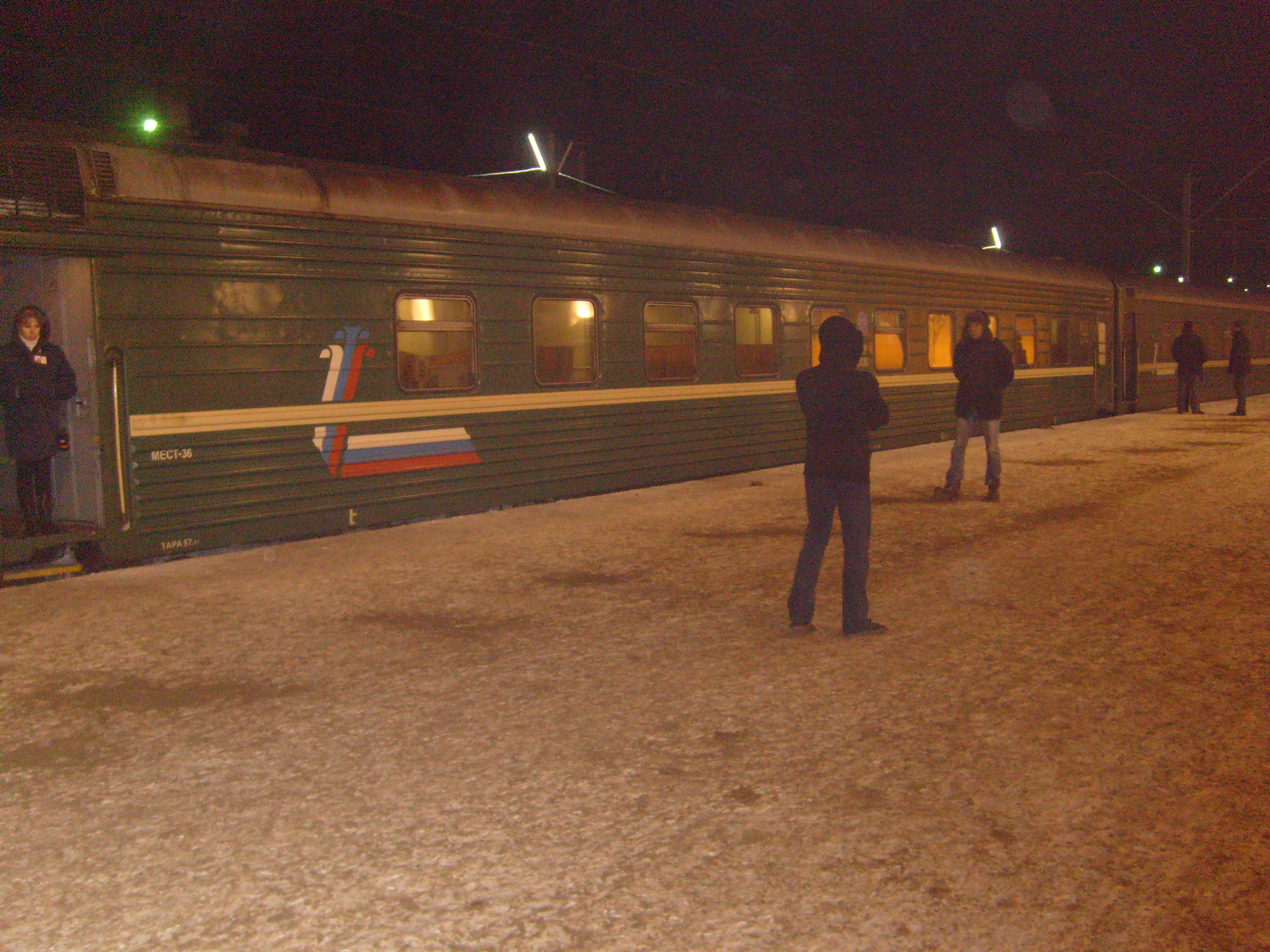
Поїзд «Текстильний край» сполученням Санкт-Петербург — Іваново на станції Ярославль-Головний

Крім двох десятків швидких та пасажирських поїздів, що мають Ярославль як кінцеву станцію прибуття (з Москви, Санкт-Петербурга, Нижнього Новгорода, Вологди, Новосибірська, Іваново), обслуговує багато транзитних поїздів. У їхньому числі багато московських поїздів на північ (Вологда, Архангельськ, Воркута й ін.), на схід залізницею (Єкатеринбург, Владивосток і ін.), а також петербурзькі поїзди до волзьких і уральських міст. Улітку призначаються північні поїзди, що здійснюють перевезення на південь (у Новоросійськ, Сочі, Анапу, Адлер) відпочиваючих пасажирів.
Потяги приміського сполучення
Станція обслуговує 4 напрямку:

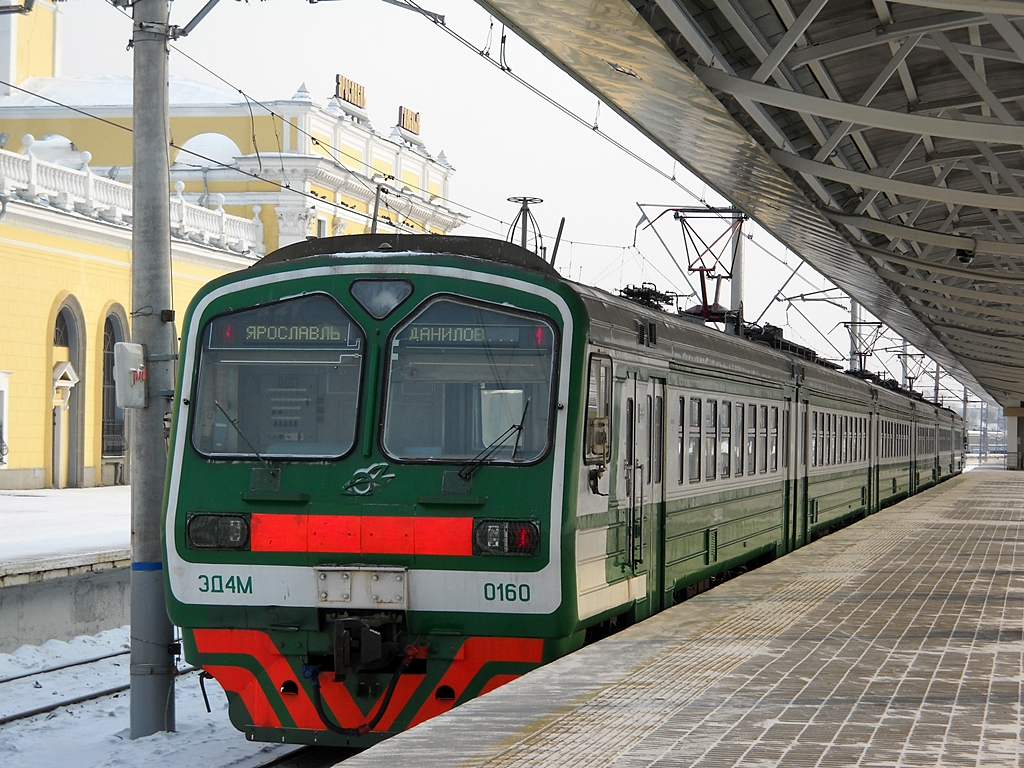

- Південне, (із заходом на Ярославль-Московський і без), кінцеві станції:
  - Семибратове
  - Ростов
  - Біклемишеве
  - Рязанцеве
  - Бірендеєве
  - Александров
- Північно-західне (кілька поїздів проходить до Ярославля-Московського):
  - Варегове
  - Рибинськ
  - Пищалкине
  - Сонково
- Північне:
  - Уткине
  - Пантелеєве
  - Данилов
- Східне (через Ярославль-Московський):
  - Телищеве
  - Сахареж
  - Нерехта
  - Іваново
  - Кострома

## Галерея

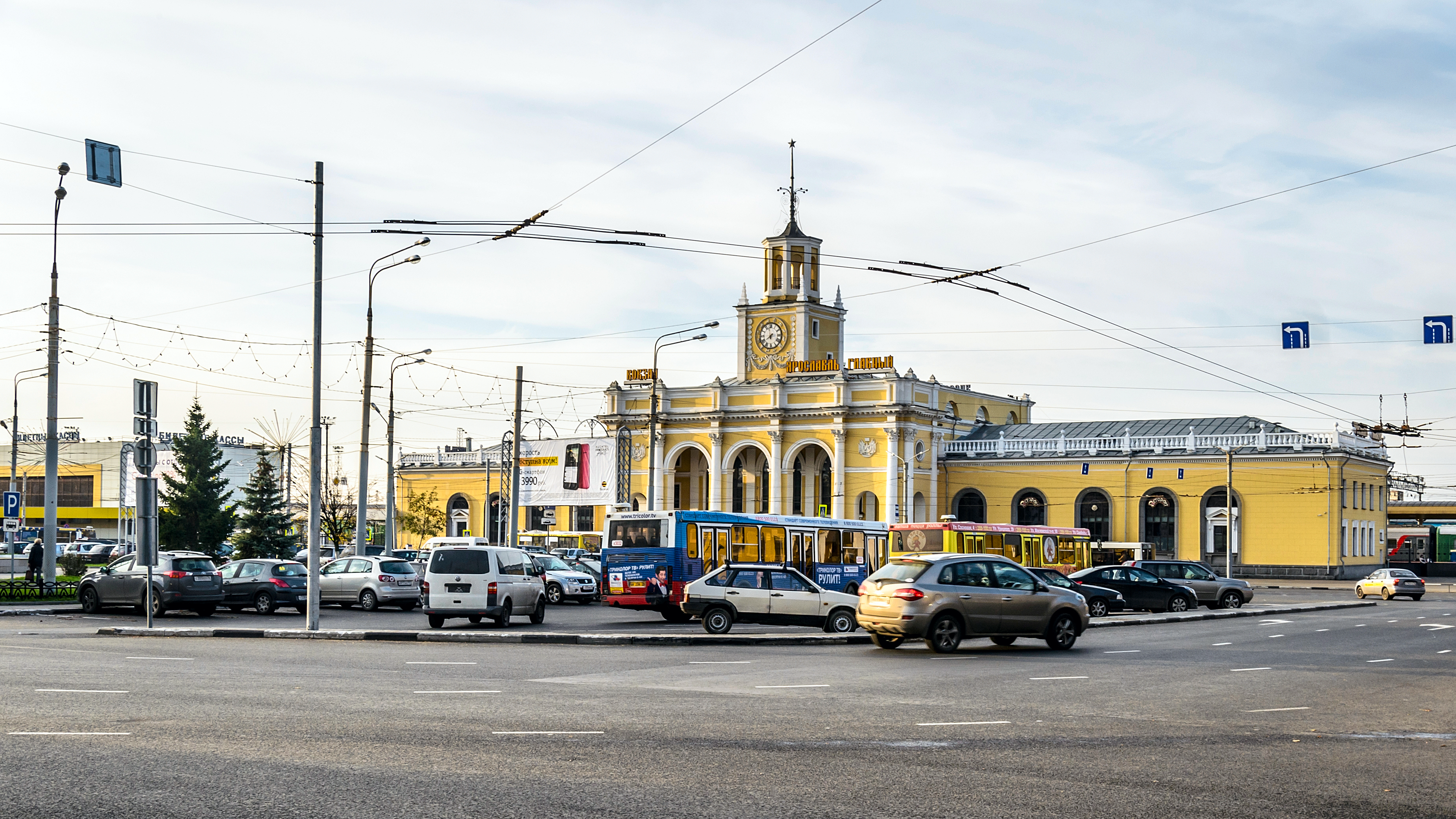
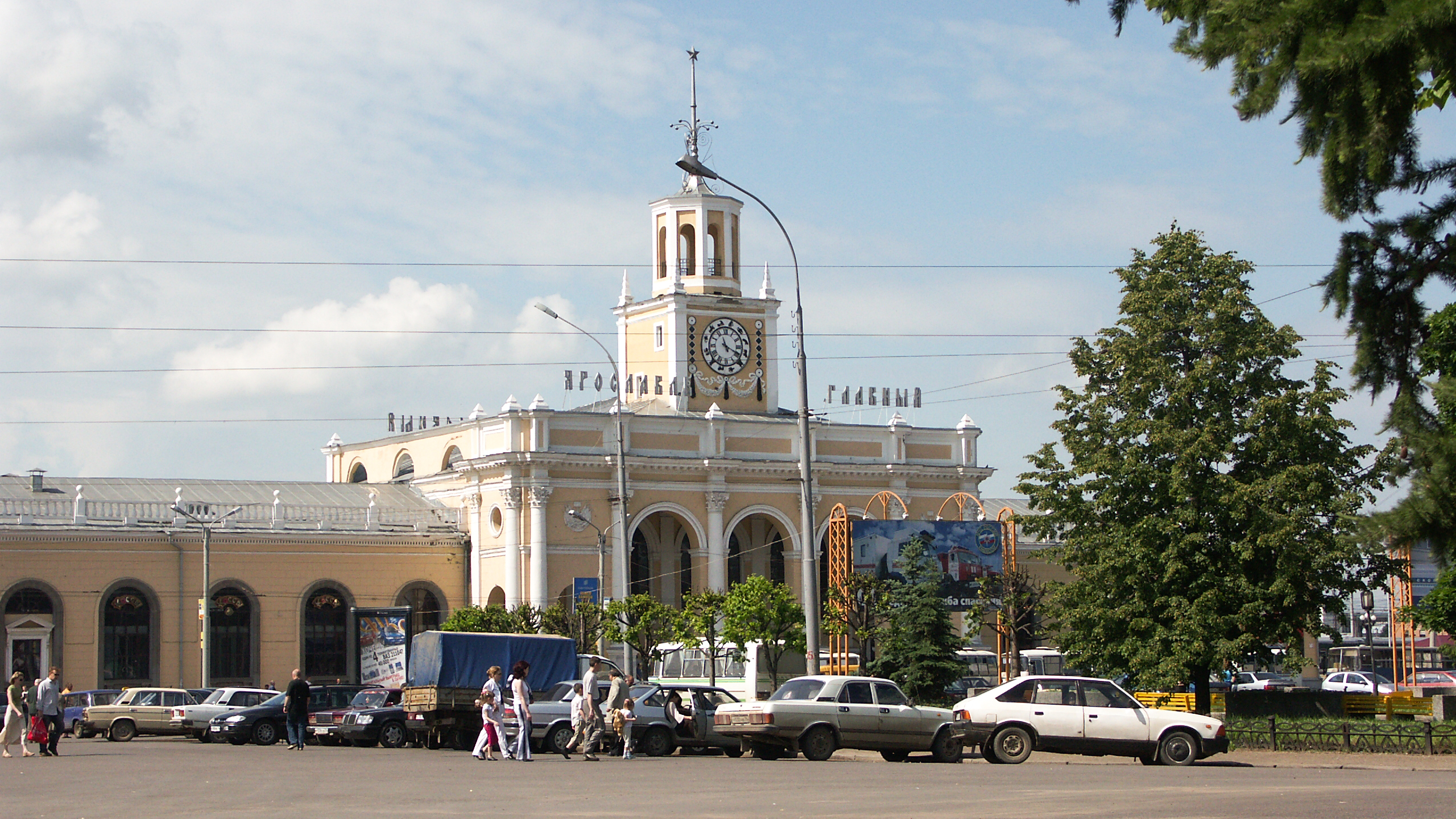
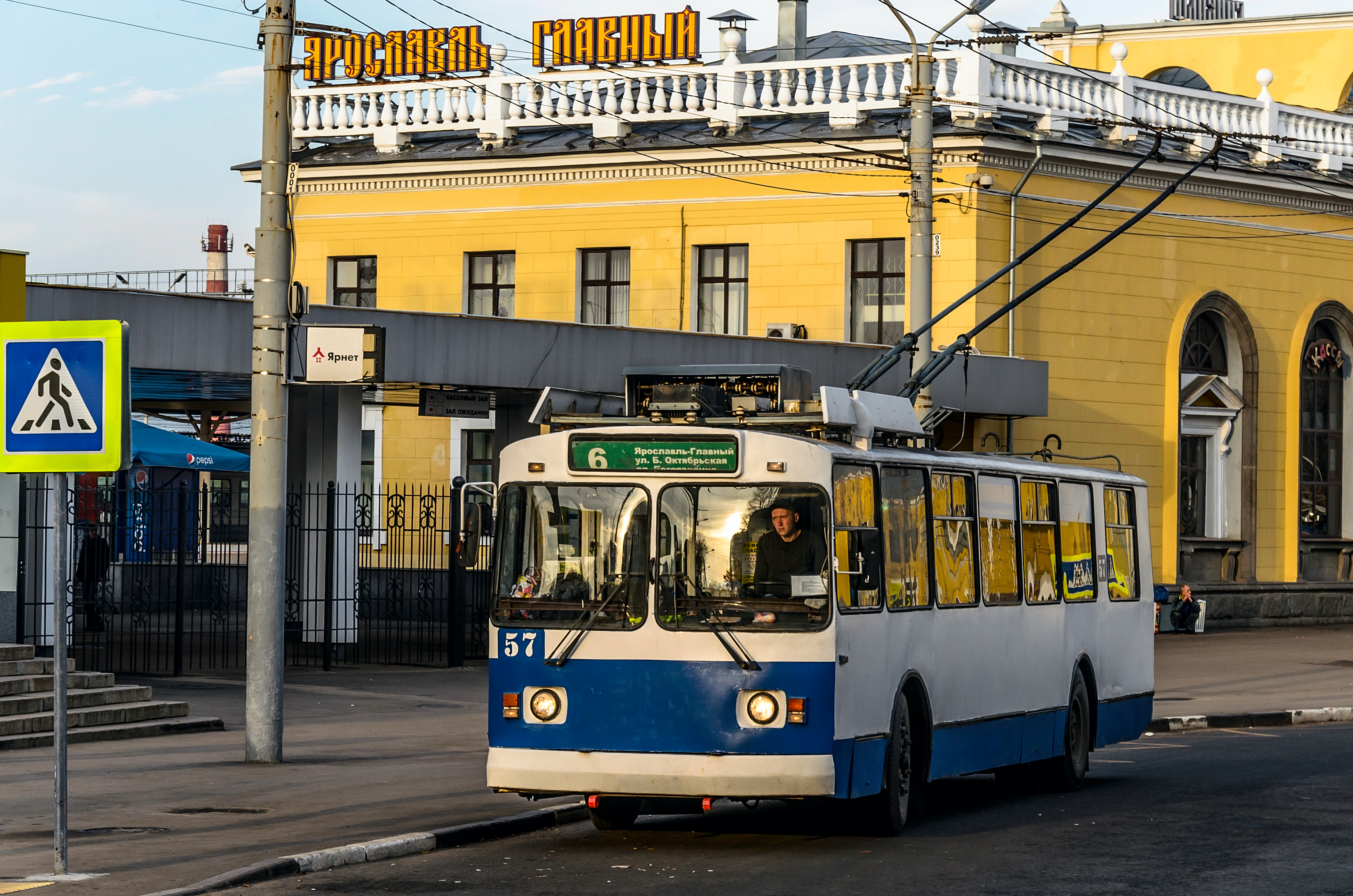
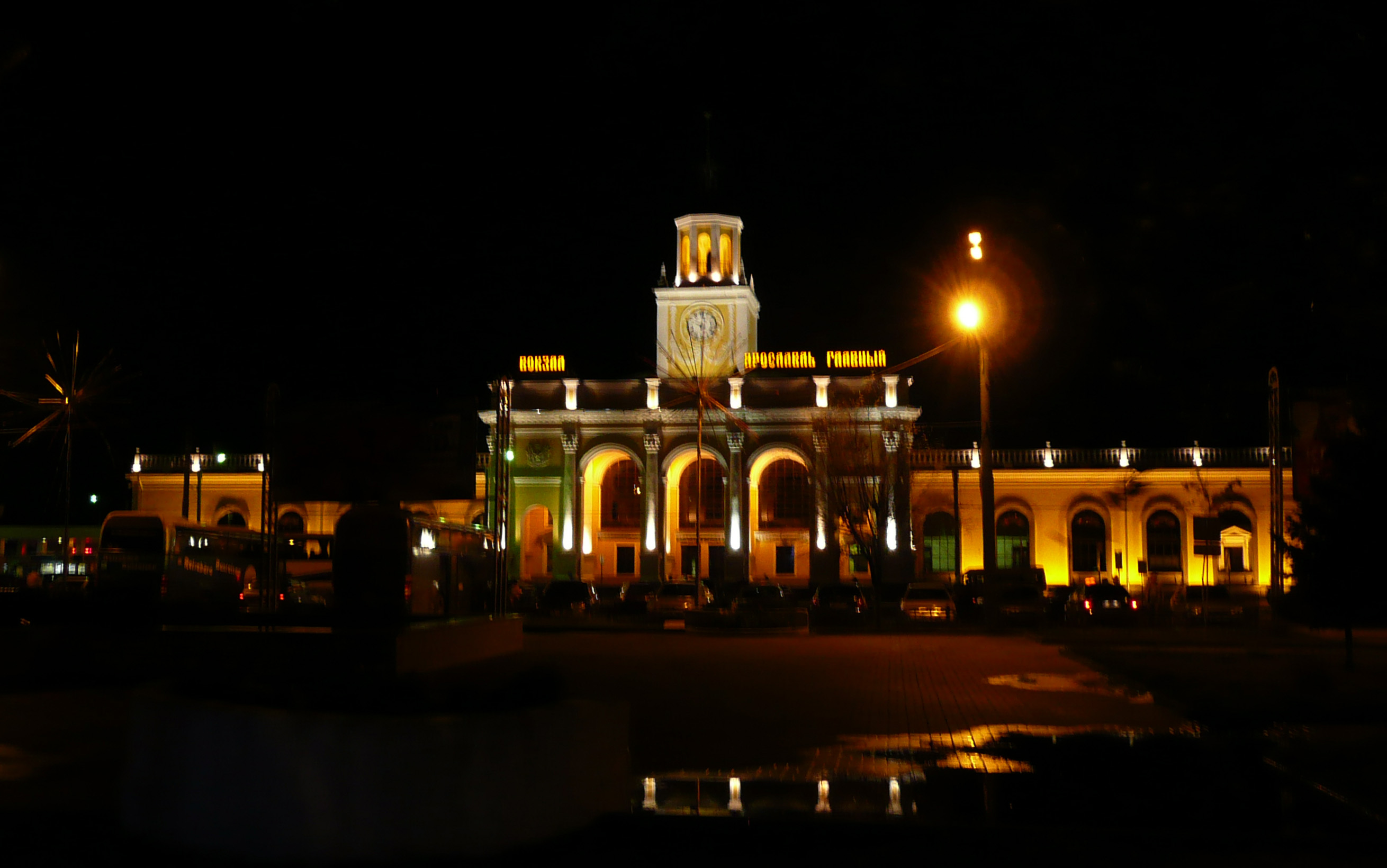